# Bestia cristata
Bestia cristata là một loài Rêu trong họ Leucodontaceae. Loài này được (Hampe) L.F. Koch mô tả khoa học đầu tiên năm 1950.